# Benefield
Benefield es una parroquia civil del distrito de South Northamptonshire, en el condado de Northamptonshire (Inglaterra). Está formada por los pueblos de Lower Benefield y Upper Benefield.

## Demografía
Según el censo de 2001, Benefield tenía 308 habitantes (146 varones y 162 mujeres). 37 de ellos (12,01%) eran menores de 16 años, 243 (78,9%) tenían entre 16 y 74, y 28 (9,09%) eran mayores de 74. La media de edad era de 45,47 años. De los 271 habitantes de 16 o más años, 64 (23,62%) estaban solteros, 170 (62,73%) casados, y 37 (13,65%) divorciados o viudos. 178 habitantes eran económicamente activos, 172 de ellos (96,63%) empleados y otros 6 (3,37%) desempleados. Había 12 hogares sin ocupar y 138 con residentes.
| 354                         | 387 | 444 | 519 | 533 | 539 | - | - | 472 | 433 | 392 | 412 | 410 | 343 | - | 467 | 357 |
| (Fuente: Vision of Britain) |     |     |     |     |     |   |   |     |     |     |     |     |     |   |     |     |